# Archie (Missouri)
Archie – miasto w Stanach Zjednoczonych, we wschodniej części stanu Missouri, w hrabstwie Cass.
Liczba mieszkańców w 2000 roku wynosiła 890.